# Sinus Medii
Sinus Medii – lateinisch für Bucht der Mitte – ist ein kleines Mondmeer im Zentrum der erdzugewandten Seite des Mondes. Der Name stammt vom deutschen Astronomen Johann Heinrich von Mädler und wurde 1935 durch die Internationale Astronomische Union offiziell festgelegt.
Die dunkelgraue Basaltfläche des erstarrten Lavasees hat ovale Form mit Durchmessern von etwa 330 × 170 Kilometer. Bei tiefem Sonnenstand werden einige nord-südlich verlaufende Geländelinien und Rillen an ihrem Schatten erkennbar. Das Zentrum der Tiefebene hat die  selenografischen Koordinaten 2° Nord und 1° Ost.
Der südwestliche, namensgebende Teil ist fast rund und weist nur zwei kleine Krater mit 7 km (Bruce) und 5 km auf. Am Südrand hat die Lava den Kraterwall von Oppolzer überflutet und zu einem Geisterkrater umgeformt.
Der nordöstliche Teil ist etwas stärker zerfurcht und hat mit Triesnecker einen 30 km großen Einschlagkrater. Im Norden verengt sich die Lavaebene entlang der Triesnecker- und Hyginusrille, die zum Mare Vaporum überleiten.
Im Westen wird der Sinus Medii durch eine Hügelkette von Sinus Aestuum getrennt. Die markanteste Struktur weiter im Süden ist die 153 Kilometer breite Wallebene Ptolemaeus.
Im Sinus Medii landeten im Jahr 1967 die Mondsonden Surveyor 4 und Surveyor 6. Erstere versagte, Surveyor 6 hingegen sendete in mehreren Wochen tausende Bilder und Daten.
Nördlich vom Sinus Medii am Mondkrater Ukert kann beim Mondalter von zirka 6,7 Tagen, kurz vor dem Erreichen des ersten Mondviertels, der visuelle Effekt Lunar V am Mondterminator beobachtet werden.